# Escudo de Los Llanos de Aridane

Escudo heráldico de Los Llanos de Aridane

El escudo de Los Llanos de Aridane fue aprobado por acuerdo del Consejo de Ministros de 2 de febrero de 1956, publicado en el BOE del 16 de febrero del mismo año. 
Mediante Real Decreto de fecha 21 de diciembre de 1954 le proponen a los vecinos de esta localidad Antonio Gómez Felipe y Pedro Hernández Torres, confeccionar un proyecto de Escudo Heráldico que posteriormente fue sometido a estudio y resolución del pleno del Ayuntamiento, y que se aprobó en sesión de fecha 24 de marzo de 1955.

## Heráldica
Se describe como un escudo cortado. Primero, de azur, isla de oro cargada con un castillo de lo mismo. Segundo, sobre ondas de azur y plata, caracola marina al natural. Bordura de plata fileteada de gules, con cuatro cruces griegas de gules alternadas con cuatro violetas palmenses de púrpura. Al timbre, corona real abierta. 
El castillo simboliza la conquista del término de Aridane y su incorporación a Castilla, se ubica en el centro del valle entre dos montañas, que serían el Begenado y el Birigoyo, rodeado de pinares. El segundo cuartel combina las ondas que aparecen en uno de los cuarteles del escudo del conquistador Alonso Fernández de Lugo con la caracola caída de la corona que usaban los aborígenes, simboliza el término de la realeza primitiva frente a la monarquía de Castilla y de la muerte de su último rey, Tanausú, en el mar rumbo a la península prisionero. Las violetas de la bordura, especie endémica de La Palma, recuerdan asimismo a la población autóctona, mientras que las cruces aluden a la evangelización de la isla, así como al martirio de un grupo de jesuitas a manos de corsarios hugonotes frente a las costas de Tazacorte en 1570.